# Rix (Nièvre)
Rix é uma comuna francesa na região administrativa de Borgonha-Franco-Condado, no departamento Nièvre. Estende-se por uma área de 3,89 km². Em 2010 a comuna tinha 162 habitantes (densidade: 41,6 hab./km²).